# 舛成孝二
舛成 孝二（ますなり こうじ、1965年1月1日 - ）は、日本のアニメ監督、映画監督及び演出家・脚本家、スタジオゑびすに所属。
島根県津和野町出身。島根県立津和野高等学校商業科、国際アニメーション研究所卒業。『かみちゅ!』で第9回（平成17年度）文化庁メディア芸術祭アニメーション部門優秀賞を受賞している。『宇宙ショーへようこそ』はベルリン国際映画祭公式上映作品に選ばれている。

## 作品リスト

### テレビアニメ
1985年
- 六三四の剣（動画）
- ラブ・ポジション ハレー伝説（動画）

1986年
- メイプルタウン物語（動画）

1987年
- げらげらブース物語（絵コンテ・演出）

1988年
- どんどんドメルとロン（絵コンテ・演出）
- つるピカハゲ丸くん（52話,56話絵コンテ・演出）

1989年
- アイドル伝説えり子（35話絵コンテ・演出）
- 天空戦記シュラト（演出）

1990年
- アイドル天使ようこそようこ （5話絵コンテ）
- NG騎士ラムネ&40（8,10,14,17,21,26,31,34話絵コンテ・2,8,10,14,21,26,34,38話演出）※ますなりこうじ名義
- ふしぎの海のナディア （5話演出）

1994年
- KEY THE METAL IDOL（9話絵コンテ・演出）

1995年
- 天地無用! TV （6,12話絵コンテ）
- 天地無用! TV（OP・ED演出）
- 神秘の世界エルハザードTV（ED絵コンテ・演出）

1996年
- 魔法少女プリティサミー（EDコンテ・演出）

1998年
- バトルアスリーテス大運動会 TV（ED演出）
- アンドロイド・アナ MAICO 2010（監督）

1999年
- 南海奇皇（演出）
- D4プリンセス （7話絵コンテ）
- ベターマン （9話絵コンテ）
- 臣士魔法劇場 リスキー☆セフティ（監督）
- デュアル!ぱられルンルン物語（ED演出）

2001年
- ココロ図書館（監督）

2002年
- 満月をさがして（OP絵コンテ・演出）
- あずまんが大王 （4話絵コンテ・演出）

2003年
- Milkyway （1話絵コンテ）
- R.O.D -THE TV-（監督）

2004年
- NARUTO -ナルト-（ED絵コンテ）
- Get Ride! アムドライバー（第二期OP・ED絵コンテ・演出）

2005年
- ハチミツとクローバー （7話絵コンテ・演出）
- かみちゅ!（監督）

2006年
- 錬金3級 まじかる?ぽか〜ん （11話Aパート絵コンテ）

2010年
- NARUTO -ナルト- 疾風伝（ED絵コンテ・演出）
- 俺の妹がこんなに可愛いわけがない（9話絵コンテ）

2011年
- THE IDOLM@STER（7,23話絵コンテ）

2012年
- マギ The labyrinth of magic（監督・絵コンテ）

2013年
- マギ The kingdom of magic（監督）

2015年
- アイドルマスター シンデレラガールズ（2,9,23話絵コンテ）

2017年
- GRANBLUE FANTASY The Animation（ED絵コンテ・演出）

2018年
- スロウスタート（7話絵コンテ）
- ダーリン・イン・ザ・フランキス（16話絵コンテ）

2019年
- 私に天使が舞い降りた!（7話絵コンテ）
- Fate/Grand Order -絶対魔獣戦線バビロニア-（7話絵コンテ）

2020年
- 22/7（5話絵コンテ）
- 放課後ていぼう日誌（7話絵コンテ）
- トニカクカワイイ（6話絵コンテ）

2021年
- ブルーピリオド（総監督・1話絵コンテ）

2022年
- 明日ちゃんのセーラー服（9話絵コンテ）

2023年
- 【推しの子】（2話絵コンテ）
- SPY×FAMILY Season 2（36話絵コンテ）

### 劇場アニメ
1996年
- 劇場版 天地無用! in LOVE（演出）

2006年
- 劇場版 NARUTO -ナルト- 大興奮!みかづき島のアニマル騒動だってばよ（絵コンテ・演出協力）

2010年
- 宇宙ショーへようこそ（監督）

2024年
- トラペジウム（スーパーバイザー）

### OVA
1986年
- バビ・ストック II ザ・リベンジ・オブ アイズマン 愛の鼓動の彼方に（動画）
- カリフォルニア・クライシス 追撃の銃火（動画）

1987年
- サーキットエンジェル 〜決意のスターティング・グリッド〜（演出助手）

1990年
- 1+2=パラダイス（演出）

1991年
- NG騎士ラムネ&40 EX ビクビクトライアングル 愛の嵐大作戦（監督）※ますなりこうじ名義。

1993年
- ああっ女神さまっ（絵コンテ・演出）
- ジョジョの奇妙な冒険（10話(第1期3話)絵コンテ・演出）

1994年
- Rance〜砂漠のガーディアン〜（OP絵コンテ）
- KO世紀ビースト三獣士（OP演出）

1995年
- SMガールズ セイバーマリオネットR（監督）※ますなりこうじ名義。

1997年
- 神秘の世界エルハザード2（ED絵コンテ・演出）
- フォトン（監督）

2001年
- R.O.D -READ OR DIE-（監督）